# Гем (біохімія)

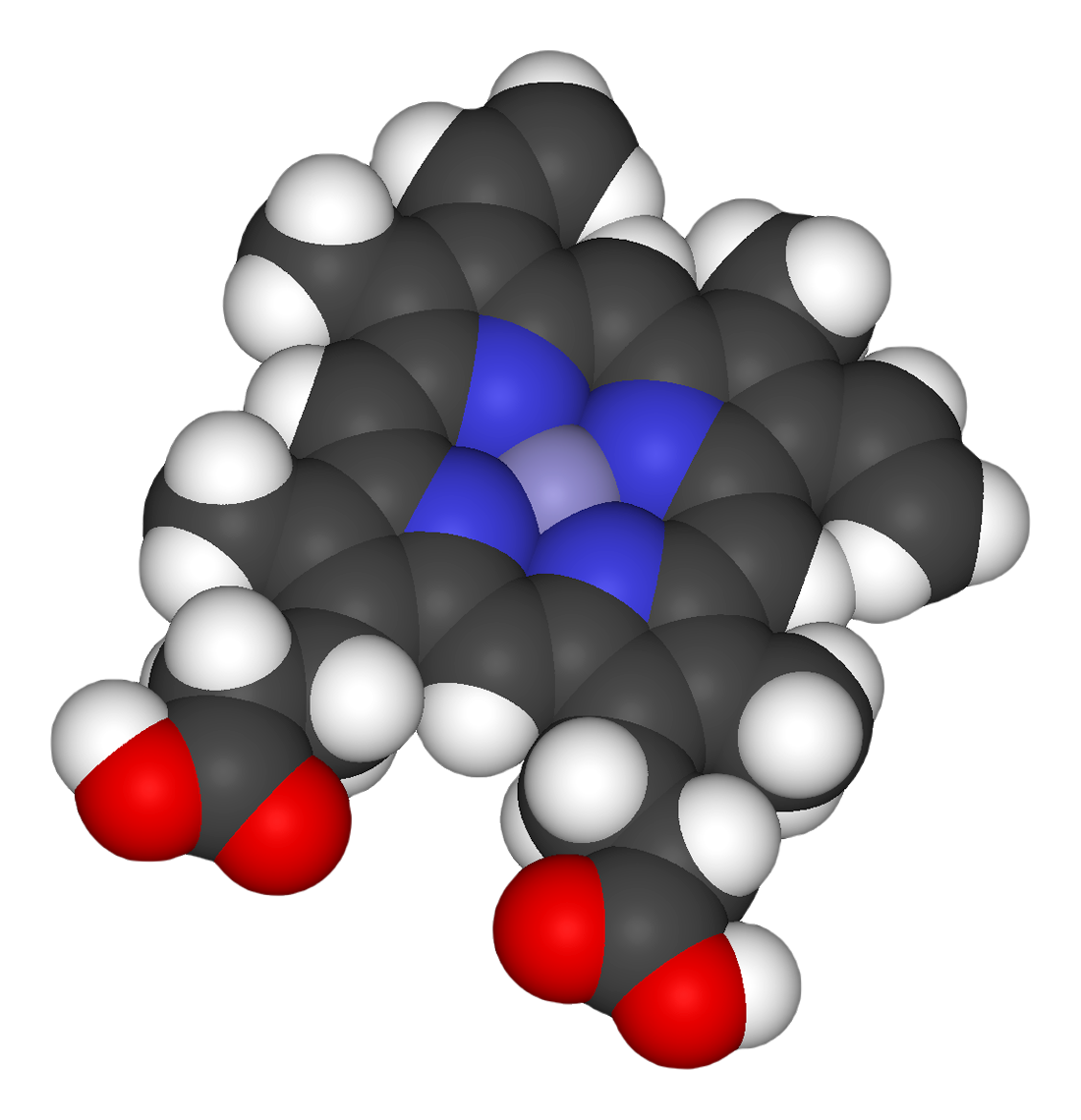
Просторова модель гема B

Гем (від дав.-гр. ἁίμα — кров) — небілкова простетична група гемоглобіну та цитохромів, що містить йон Fe2+, закріплений координаційними зв'язками в центрі великого гетероциклічного органічного кільця — порфірину. Не всі порфірини містять залізо, проте значна доля металопротеїнів, що містять порфірин, мають гем як свою простетичну групу. Ця група білків називається гемопротеїнами.
Гем — небілковий фрагмент гемоглобіну. Комплекс, який складається з йона феруму, координованого з порфірином, що виступає
як тетрадентатний ліганд, та з одним або двома аксіальними лігандами. Має майже планарну структуру.
Хребетні тварини синтезують порфіринове кільце гему із гліцину та сукциніл-КоА. Йон Феруму походить із резервного залізобілкового комплексу — феритину, який міститься у клітинах селезінки, печінки та червоного кісткового мозку. Гем, виділений з крові різних хребетних тварин, має однаковий хімічний склад.
Вільний гем легко окиснюється на повітрі до гематину, в якому атом заліза тривалентний. Багаторічні дослідження структури гемів закінчились синтезом геміну — солянокислого гематину (Герман Фішер, 1929 рік).